# نوامبر شیرین (فیلم ۲۰۰۱)
نوامبر شیرین (به انگلیسی: Sweet November) نام یک فیلم رمانتیک-درام آمریکایی محصول سال ۲۰۰۱ و به کارگردانی پت اوکانر می‌باشد. فیلم بازسازی از نسخه قدیمی خود به نویسندگی هرمن راوچر است که در سال ۱۹۶۸ ساخته شده بود.
در این فیلم کیانو ریوز و شارلیز ترون به ایفای نقش پرداخته‌اند. این دومین همکاری ریوز و ترون بود. آن‌ها برای اولین بار در سال ۱۹۹۷ و در فیلم وکیل مدافع شیطان با هم همبازی شده بودند. با توجه به عدم استقبال منتقدین از فیلم، در همان سال (۲۰۰۱)، فیلم نامزد کسب بدترین فیلم بازسازی شده و ریوز و ترون نامزد بدترین بازیگران در جشنواره جایزه تمشک طلایی شدند.

## داستان
نلسون ماوس (کیانو ریوز) در قسمت تبلیغات کار می‌کند و تمام عمر خود را صرف موفقیت در این حرفه کرده‌است. وی به‌طور اتفاقی در امتحان تمدید گواهی‌نامهٔ خود با زنی به نام سارا دیور (شارلیز ترون) برخورد می‌کند که با تمام زن‌هایی که تاکنون دیده‌است، تفاوت دارد. در این امتحان، نلسون باعث می‌شود تا سارا نتواند مدرک خود را بگیرد و تلاش می‌کند تا خسارتی را که به سارا زده‌است از طریق پرداخت وجه نقد جبران کند. اما سارا از نلسون می‌خواهد تا ۱ ماه (نوامبر) در کنار هم زندگی کنند تا وی بتواند زندگی نلسون را متحول کند؛ اما نلسون قبول نمی‌کند، اما پس از آنکه می‌بیند دوست‌دخترش او را ترک کرده و خودش هم از کار اخراج شده است بعد از چند روز قبول می‌کند و به واسطه همین یک ماه عشقی میان آن دو شعله‌ور می‌شود. با گذشت یک ماه، نلسون به سارا پیشنهاد ازدواج می‌دهد، اما او قبول نمی‌کند؛ نلسون می‌فهمد که سارا به بیماری سختی مبتلاست. با فرارسیدن سال نو، نلسون برمی‌گردد و می‌گوید به‌هیچ‌وجه برایش مهم نیست که او به سرطان مبتلاست، و می‌خواهد فقط در کنارِ او زندگی کند. در پایان، سارا چشمان نلسون را می‌بندد و در همین لحظه از پیشش می‌رود.

## بازیگران
- کیانو ریوز در نقش نلسون ماوس
- شارلیز ترون در نقش سارا دیور
- جیسون ایساکس در نقش چاز
- گرک جرمان در نقش وینس
- لیام ایکن در نقش ابنر
- لورن گراهام در نقش آنجلیکا

## فروش
فیلم با فروشی به میزان ۱۱٬۰۱۵٬۲۲۶ دلار در آمریکا، شروع خود را با رده ۴ در جدول به ثبت رساند. اما در نهایت تنها ۲۵٫۲ میلیون دلار در این قسمت فروش داشت و در فروش خارجی فیلم نیز ۴۰٫۴ میلیون دلار تا در نهایت باعث شد فیلم به فروش ۶۵٫۷ میلیون دلاری برسد.